# مستشفى ملوي التخصصي
مستشفى ملوي التخصصي هي مستشفي توجد في مدينة ملوي، المنيا، مصر.

## الوصف
مستشفى ملوي مقام على مساحة 28 ألف و 900 متر مربع وبها 151 سريرًا، وتضم المستشفى عده أقسام منها: قسم الغسيل الكلوي ويتكون من 46 سريرًا وقسم العناية المركزة ويتكون من 19 سريرًا و21 حضانة للأطفال بالإضافة إلى قسم للمعامل والتحاليل والاستقبال والطوارئ والأشعة وغرف عمليات ومدرسة التمريض ومخزن الإدارة والخدمات المساندة وإقامة المرضى والصيدليات، بتكلفة 407 مليون جنيه.